# Coscienza
Il termine coscienza indica la capacità della mente di essere presente in uno stato di veglia (contrapposto a incoscienza) nel quale acquisire consapevolezza della realtà oggettiva e darle senso o significato, raggiungendo una "conosciuta unità" di tutto ciò che viene appreso e giudicato con l'intelletto.

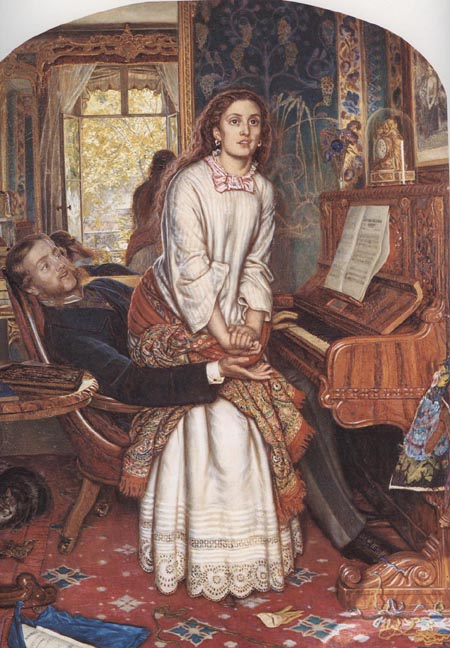
Il risveglio della coscienza, di William Holman Hunt (1853)

Il termine deriva dal latino conscientia, a sua volta derivato di conscire, composto da cum e scire, cioè «sapere insieme» indicando un sapere a cui si aggiunge la consapevolezza che la persona ha di sé e dei propri contenuti mentali. In questo senso il termine "coscienza" viene genericamente assunto non come primo stadio di apprensione immediata di una realtà oggettiva, ma come sinonimo di "consapevolezza" nel suo riferimento "alla totalità delle esperienze vissute, ad un dato momento o per un certo periodo di tempo".

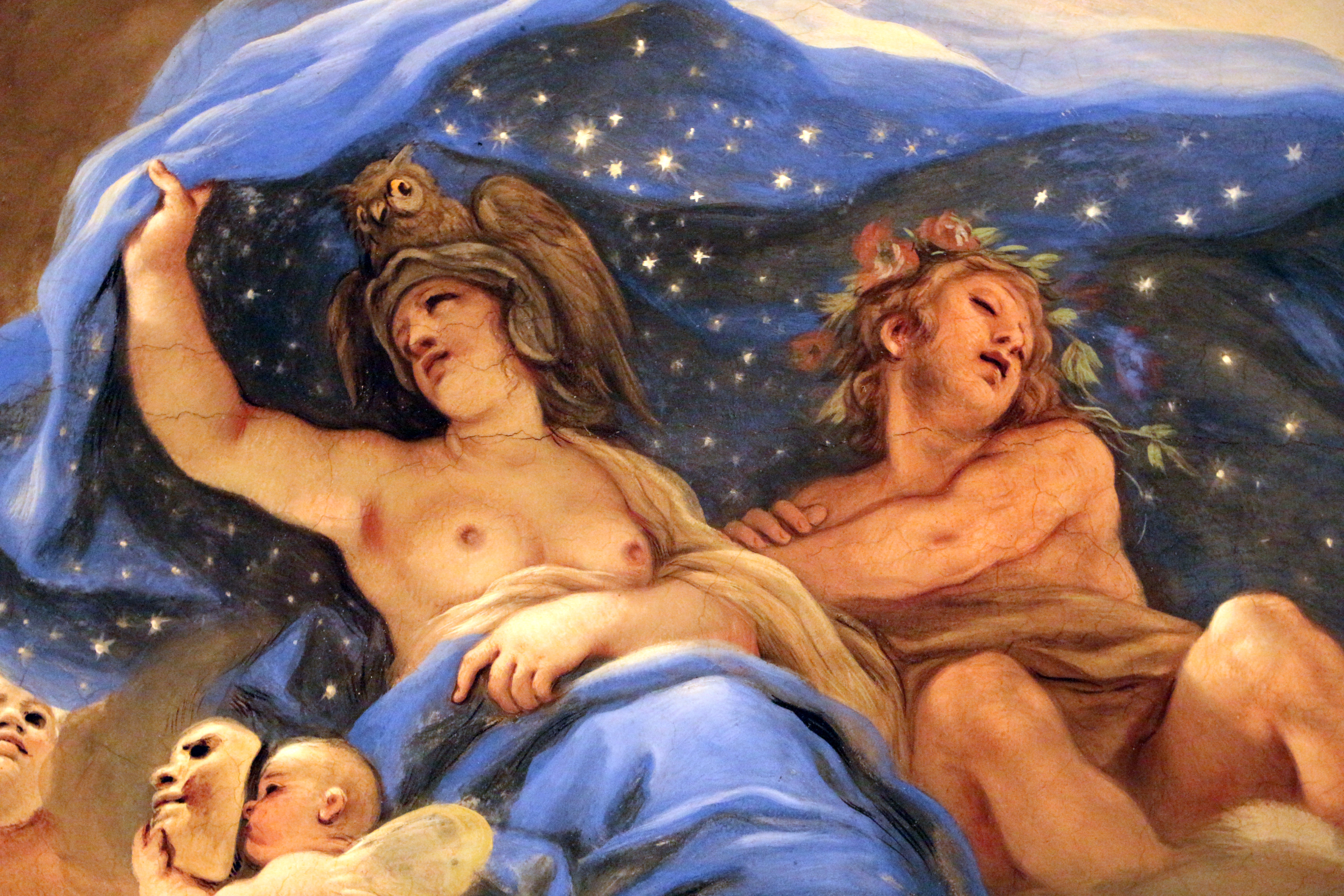
Morfeo ed il sonno della notte, particolare da un affresco di Luca Giordano, nel Palazzo Medici Riccardi a Firenze (1683)

## Etimologia
L'etimologia dimostra come i due termini di coscienza e consapevolezza abbiano una diversità di origine cronologica e come all'inizio non si sentisse la necessità di distinguere tra il significato di coscienza e di "essere consapevole".
- Il termine "coscienza" entra nella lingua italiana nel XIII secolo, derivando dal latino conscientĭa, qui derivando dal termine, sempre latino, conscīre ("essere consapevole"), quindi dal latino scīre ("sapere")[5][7] con il prefisso co(n), a sua volta legato al latino cum, questo di provenienza indoeuropea[5][8].
- Il termine "consapevolezza" entra nella lingua italiana nel XVII secolo, derivando dall'italiano "consapevole" (sec. XIV), e questo dal latino consipĕre, e qui dal latino sapĕre ("sapere")[9] col prefisso con.

### Ambiti

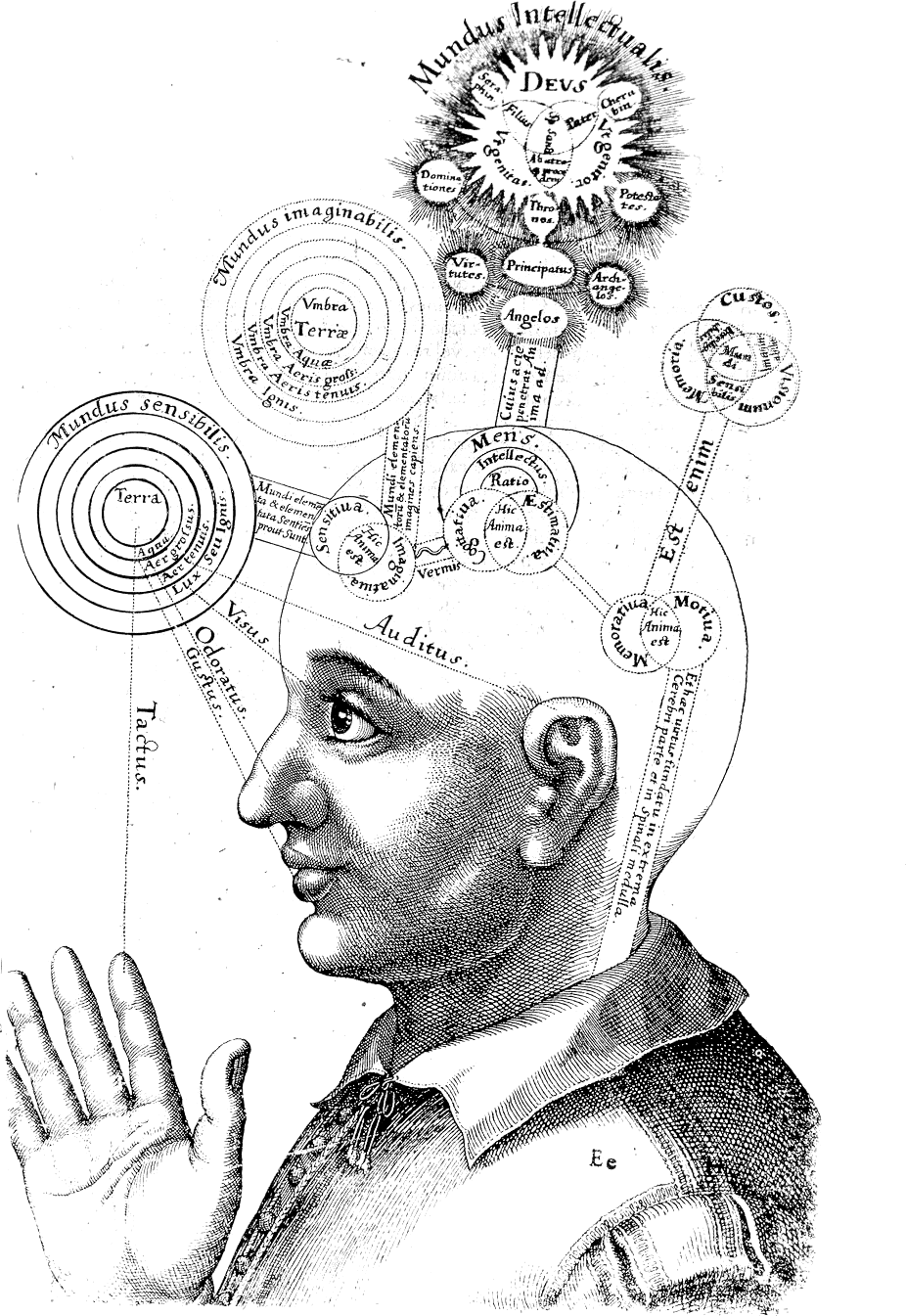
Schema del funzionamento della mente, secondo Robert Fludd, XVII Secolo.

A seconda dell'ambito nel quale viene osservata, la coscienza viene intesa nei seguenti modi:
- Coscienza - in neurologia, è lo stato di vigilanza della mente contrapposta al coma.
- Coscienza - in psicologia, è lo stato o l'atto di essere consci, contrapposta all'inconscio: esperienza soggettiva di eventi o di sensazioni.
- Coscienza - in psichiatria, come funzione psichica capace di intendere, definire e separare l'io dal mondo esterno.
- Coscienza - in etica, come capacità di distinguere il bene e il male per comportarsi di conseguenza, contrapposta all'incoscienza.
- Coscienza - in filosofia, acquista un valore teoretico in quegli autori che intendono la coscienza come interiorità e fanno del ritorno alla coscienza del raccoglimento in sé stessi, lo strumento privilegiato per cogliere verità fondamentali, altrimenti inaccessibili. Nel corso della storia della filosofia ha assunto significati particolari e specifici distinguendosi dal termine generico di consapevolezza, attività con la quale il soggetto entra in possesso di un sapere.
- Autocoscienza - è la presa di coscienza del soggetto di se stesso come persona.
- Coscienza di classe - secondo le teorie marxiste della società e della storia, è la consapevolezza che gli appartenenti di una specifica classe sociale hanno di sé come gruppo.

L'equivalente biblico è il termine lev, cuore, centro dell’essere vivente, sede della sapienza da cui scaturisce l’ascolto.

## Storia della nozione di "coscienza"
Occorre ricordare che nella storia della cultura occidentale il termine "coscienza" ha assunto ulteriori significati indipendenti da quello di "consapevolezza".

### La coscienza in Omero
τὰ φρονέοντ' ἀνὰ θυμὸν ἅ ῥ' οὐ τελέεσθαι ἔμελλον·

φῆ γὰρ ὅ γ' αἱρήσειν Πριάμου πόλιν ἤματι κείνῳ

νήπιος, οὐδὲ τὰ ᾔδη ἅ ῥα Ζεὺς μήδετο ἔργα·»
(Iliade, II, 35-38)
Nella cultura omerica «la riflessione interiore è per l'uomo conversazione dell'io con il thumos (θυμός), o del θυμός con l'io».
Il Sogno maligno inviato da Zeus raggiunge Agamennone per convincerlo ad armare gli Achei, fatto questo, il Sogno maligno lo lascia lì a φρονέοντ' ἀνὰ θυμὸν ("a pensare nella sua mente").
Il θυμός (thūmós) è quindi la "mente", la "coscienza" dell'uomo che si interroga, ma anche lo spirito vitale e la sede delle emozioni.
La nozione di θυμός a volte risulta sovrapponibile a quella di ψυχή (psyché), in altri casi è ben evidente che ψυχή e θυμός sono due elementi differenti.

### La nozione di coscienza nella filosofia greca
Il primo autore a considerare una nozione di "coscienza" come luogo di riflessione e interiorità fu il filosofo neoplatonico Plotino:
(Plotino, Enneadi, I, 4, 10; traduzione di Giuseppe Faggin nell'edizione della Bompiani (Milano), 2004, pp. 110-1)
Già lo stoicismo aveva evidenziato il carattere di interiorità della coscienza che si manifesta come colloquio dell'anima con se stessa di fronte al "non senso" del mondo e delle sue realtà caduche, l'unica via che rimane al saggio è il ripiego su sé stessi che dà significato alla propria esistenza individuale.

### La nozione di coscienza nelle teologie cristiane antiche e medievali
Sant'Agostino riprende questa concezione stoica presentandola come occasione ideale per tutti gli uomini saggi e per i cristiani di cogliere la verità:
(da La vera religione di Sant'Agostino)
La strada del in te ipseun redi è quella che avvia alla verità assoluta rappresentata da Dio.
Per San Tommaso (in Summa Theologiae, I, q. 79, a. 13) «coscientia deriva da cum alio scientia [scienza unita ad altro]» nel senso che la coscienza è la consapevolezza di un sentimento di moralità per cui «... si dice che la coscienza attesta, impedisce, incita, come pure che accusa, rimorde e riprende. E tutto ciò proviene dall'applicazione di una nostra cognizione o scienza alle nostre azioni. Ora, questa applicazione avviene in tre modi. Primo, riconoscendo di aver fatto o di non aver fatto un'azione, secondo quel detto della Scrittura [Qo 7, 23]: «La tua coscienza [il tuo cuore] sa che anche tu hai detto tante volte male degli altri». E in questo caso diciamo che la coscienza attesta. Secondo, giudicando con la nostra coscienza di dover fare o di non dover fare una data cosa: e in questo caso si dice che la coscienza incita o trattiene. Terzo, giudicando con la coscienza se una data azione è stata fatta bene o male: e allora si dice che essa scusa, oppure che accusa o rimorde».
Secondo Tommaso, la coscienza è una modifica reale dello stato in cui vive il soggetto conoscente: del corpo animato se si tratta di conoscenza sensibile; dell'anima, se si tratta di conoscenza intellettuale. La conoscenza, inoltre, inerisce all'oggetto conosciuto che è ad essa esterno e la trascende, è coscienza di qualcosa che è altro-da-sé, quindi non è come un accidente interno al soggetto. La conoscenza è il risultato di una species impressa (generalmente, ma non sempre), dell'intelletto agente e dell'intelletto possibile personali.
La coscienza può essere paragonata a un quadro che può essere visto come un oggetto fisico composto da una tela e dagli elementi chimici che determinano i colori, così come essere considerato quale rappresentazione di Tizio oppure di Caio. In modo analogo, anche la coscienza può essere vista come realtà psicologica del soggetto conoscente oppure con riferimento all'oggetto rappresentato.

### La nozione di coscienza nella filosofia moderna
Il primo autore a elaborare la nozione di "coscienza" nella sua moderna accezione fu Gottfried Wilhelm von Leibniz, il quale, agli inizi del XVIII secolo, distinse le petites perceptions subliminali dalle aperceptions attraverso le quali le prime si manifestano a livello cosciente:
(Gottfried Wilhelm von Leibniz, Nouveaux Essais sur l'entendement humain, II, 9, § 4 (red. 1703-1705, I ed. Amsterdam-Leipzig, 1765); traduzione italiana di Emilio Cecchi, in W. Leibniz Nuovi saggi sull'intelletto umano, Bari, Laterza, 1988; ristampa in Leibniz Opere, Milano, Mondadori, 2008, p.210)

### La nozione di coscienza nella filosofia della scienza
Nel XX secolo di pari passo con lo sviluppo della fisica moderna e delle neuroscienze sono state proposte diverse teorie sulla formazione della coscienza, nessuna delle quali ancora provata sperimentalmente; una di queste è stata elaborata dal fisico teorico Roger Penrose ed implicherebbe fenomeni connessi alla meccanica quantistica e alla teoria della relatività.
Al 2022 non esiste prova che la coscienza possa essere l'effetto di un processo fisico e in particolare cerebrale o neuronale. Sono note solamente correlazioni fra stati neuronali e stati di coscienza.
L'hard problem della coscienza è irrisolto. Non è noto l'equivalente fisico né una teoria che spieghi comprensibilmente in che modo i processi elettro-chimici di un sistema nervoso si trasformino in sensazioni, percezioni, emozioni e pensieri.

## Nella cultura di massa
Ne Le avventure di Pinocchio. Storia di un burattino, Il Grillo Parlante è metaforicamente la coscienza del protagonista.

## Dichiarazione sulla coscienza animale
Il 19 luglio 2024, all'Università di New York, è stata firmata una Dichiarazione sulla coscienza animale che segue a quella sottoscritta nel 2012 a Cambridge.
Il documento riconosce l'esperienza cosciente a mammiferi e uccelli, pesci, rettili, anfibi e alcuni invertebrati (come polpi, granchi e insetti), invitando a un trattamento etico basato su questa assunzione.